# Silwestr Todria
Silwestr Todria (gruz. სილია თოდრია, ur. 16 stycznia 1880 we wsi Ianeuli w guberni kutaiskiej, zm. 8 czerwca 1936 w Tbilisi) – gruziński polityk, działacz komunistyczny.

## Życiorys
W 1901 wstąpił do SDPRR. W 1917 był członkiem Tyfliskiego Komitetu SDPRR(b) i następnie Kaukaskiego Krajowego Komitetu SDPRR(b), a podczas radzieckiego podboju Gruzji w lutym 1921 został przewodniczącym Tyfliskiego Komitetu Rewolucyjnego. Później był ludowym komisarzem ubezpieczeń społecznych Gruzji, w 1922 ludowym komisarzem rolnictwa Gruzińskiej SRR, a 1924-1927 sekretarzem Wszechgruzińsiego Centralnego Komitetu Wykonawczego (CIK). Od 1927 do 1929 był ludowym komisarzem pracy Gruzińskiej SRR, 1929-1933 ponownie sekretarzem Wszechgruzińskiego CIK, a od 28 lutego 1933 do końca życia sekretarzem CIK Zakaukaskiej FSRR.